# Lubnivka, Sokal
Lubnivka (în ucraineană Лубнівка) este un sat în comuna Vareaj din raionul Sokal, regiunea Liov, Ucraina.

## Demografie
Componența lingvistică a localității Lubnivka
     Ucraineană (100%)
Conform recensământului din 2001, toată populația localității Lubnivka era vorbitoare de ucraineană (100%).